# Catharine van Tussenbroek

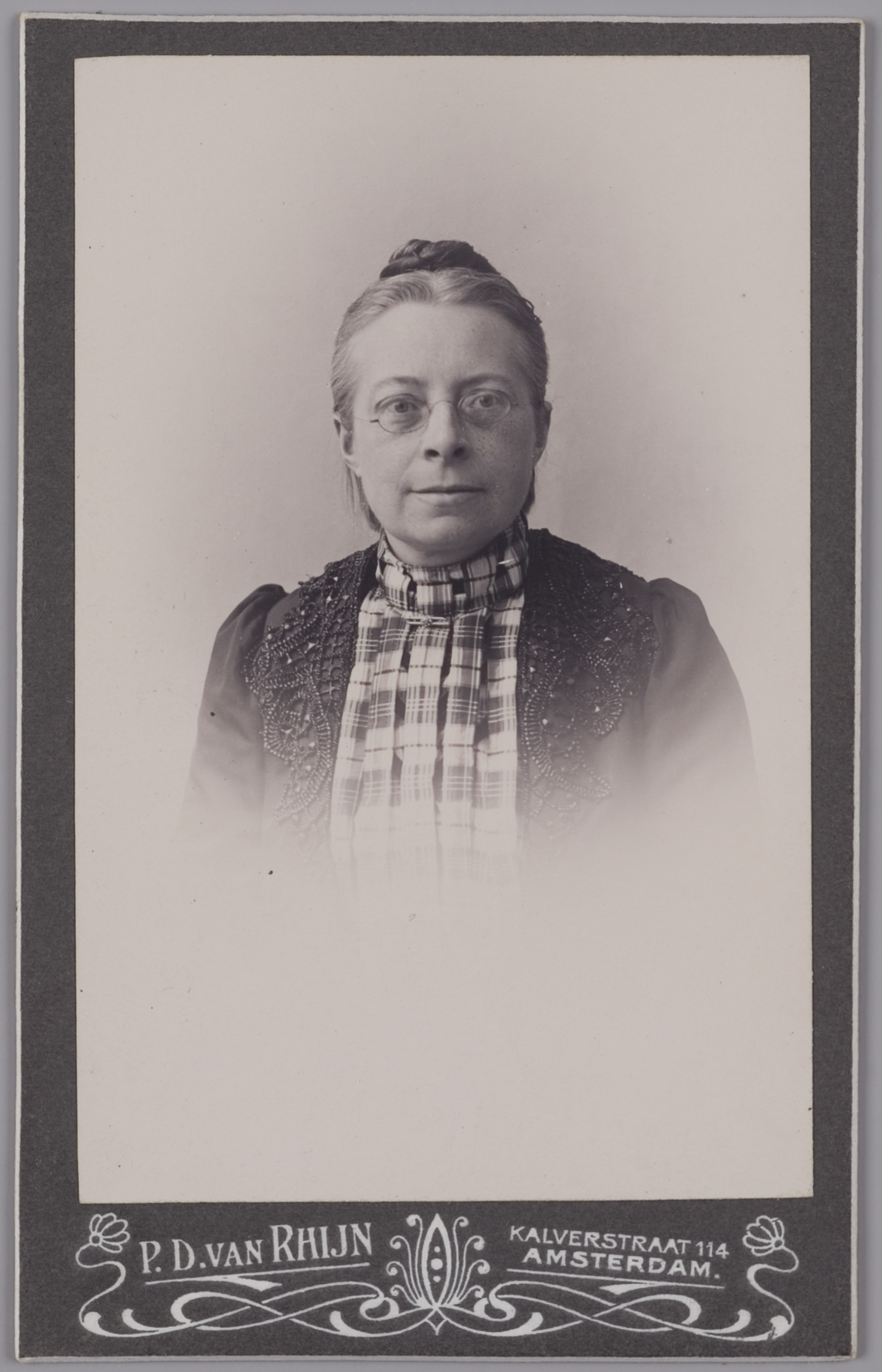
Catharine van Tussenbroek

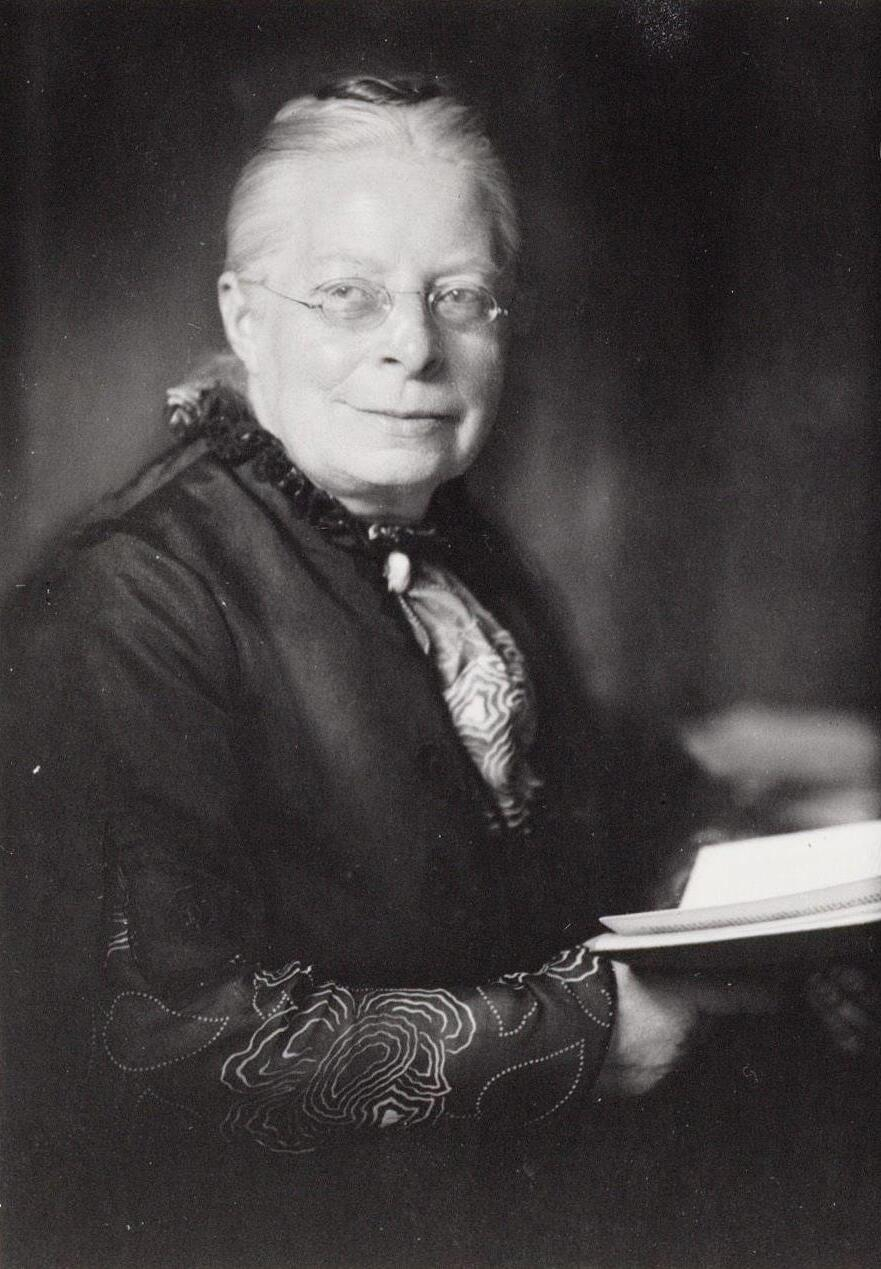
Fotografie von Catharine van Tussenbroek von Jacob Merkelbach (1877–1942)

Albertina Philippina Catharine van Tussenbroek (* 4. August 1852 in Utrecht; † 5. Mai 1925 in Amsterdam) war eine niederländische Medizinerin und Autorin. Sie war um 1887 die erste weibliche Gynäkologin in den Niederlanden und erlangte 1899 internationale Berühmtheit mit mikroskopischen Untersuchungen, die erstmals die Existenz einer Eileiterschwangerschaft nachwiesen.

## Leben und Werk
Van Tussenbroek war das dritte von sieben Kindern des Zimmermanns Gerardus van Tussenbroek und Cornelia van der Voort. Sie war zunächst als Lehrerin tätig und begann 1880 als eine der ersten Niederländerinnen ein Medizinstudium an der Universität Utrecht. Sie promovierte 1887 bei Frans Cornelis Donders als zweite Niederländerin mit Auszeichnung mit der Dissertation Over normale en abnormale melkafscheiding. Sie eröffnete in Amsterdam eine Praxis als Ärztin speziell für Frauen und Mädchen und bekam 1890 eine Assistentenstelle für Geburtshilfe und Frauenkrankheiten an der Klinik von M.A. Mendes de Leon und wurde Gynäkologin. 
Van Tussenbroek setzte sich insbesondere im Bereich der medizinischen Hygiene für die Interessen von Frauen ein. Sie forderte flexible Kleidung und die Abschaffung von einengenden Korsetts. Sie forderte auch eine Überarbeitung des Abtreibungsgesetzes, die Frauen besser schützen und Abtreibungen härter bestrafen würde, da illegale Abtreibungen zunahmen. Sie setzte sich auch gegen die chirurgische Sterilisation von Frauen ein, für die eine Schwangerschaft lebensbedrohlich war. 
Sie war Mitglied der Redaktion der Nederlandsch Tijdschrift voor Medicine und der Nederlandsch Tijdschrift voor Verloskunde en Gynaecologie, in denen sie auch veröffentlichte. Bei der Eröffnung der Nationale Tentoonstelling van Vrouwenarbeid, der ersten Ausstellung über Frauenarbeit in Den Haag 1898 hielt sie einen Vortrag: Over het tekort aan levensenergie bij onze jonge vrouwen en meisjes (Über den Mangel an Lebensenergie in unseren jungen Frauen und Mädchen), in dem sie sich für eine Berufsausbildung der Frauen einsetzte.
Ab 1891 war van Tussenbroek Sekretärin der Niederländischen Gesellschaft für Gynäkologie. Neben wissenschaftlichen Beiträgen verfasste sie auch Tagungsberichte in der 1889 gegründeten Zeitschrift dieses Vereins. 1902 war sie Mitautorin einer Studie zur Vorbeugung von Gebärmutterkrebs und Vorstandsmitglied der Nederlandsche Maatschappij tot Promotion der Geneeskunst. Sie war Vizepräsidentin und von 1910 bis 1916 Präsidentin des Nationaal Bureau van Vrouwenarbeid und Kandidatin für die Algemeene Nederlandsche Vrouwenorganisatie (ANVO). 1919 veröffentlichte sie eine Broschüre mit dem Titel Het bestaansrecht der Algemeene Nederlandsche Vrouwen-Organisatie, in der sie die Mitglieder dazu aufrief, eine eigenständige Gruppierung außerhalb der bestehenden politischen Parteien zu bilden. Sie erhielt jedoch nicht genügend Stimmen, um einen Sitz im Repräsentantenhaus zu erhalten.
Am 24. April 1926 wurde auf Initiative von Marie Anne van Herwerden die Stichting Fonds Dr. Catharine van Tussenbroe mit dem Ziel gegründet, dass Frauen nach einem Universitätsstudium wissenschaftliche Forschungen im In- und Ausland durchführen. Das erste Reisestipendium wurde 1928 an Ella Kopenberg vergeben.

## Veröffentlichungen (Auswahl)
- Over normale en abnormale melkafscheiding. Utrecht 1887.
- mit D.J. Blok, C.H. de Jong:  Inleiding tot de studie der schoolhygiëne. Haarlem 1897.
- Over het tekort aan levensenergie bij onze jonge vrouwen en meisjes. Amsterdam 1898.
- Over de aequivalentie van man en vrouw. Amsterdam 1898.
- mit H. Treub: Over den criminelen abortus in Nederland. Nederlandsch Tijdschrift voor Geneeskunde 52, 1908,  S. 1149–1161.
- De ontwikkeling der aseptische verloskunde in Nederland. Haarlem 1911.
- mit Nine Minnema, Jacoba F.D. Mossel, A. Schwier-Rutters: Rapport, uitgebracht door de Commissie in zake moederschapszorg. 1921
- mit Jeanne Knoop: Hygiëne der vrouw. 1910.
- Reformkleding : overdr. Maandblad der Vereeniging voor Verbetering van Vrouwenkleeding, 1902.
- Over de Aequivalentie van Man en Vrouw: Weerlegging van de biologische beschouwing van dr. W.H. Cox te Deventer. 1898.